# Gunung Manaon III
Gunung Manaon III is een bestuurslaag in het regentschap Padang Lawas Utara van de provincie Noord-Sumatra, Indonesië. Gunung Manaon III telt 70 inwoners (volkstelling 2010).